# Viettesia ornatrix
Viettesia ornatrix är en fjärilsart som beskrevs av De Toulgoët 1959. Viettesia ornatrix ingår i släktet Viettesia och familjen björnspinnare. Inga underarter finns listade i Catalogue of Life.